# Collegio uninominale Lombardia - 10 (2017)
Il collegio uninominale Lombardia - 10, o collegio uninominale di Como, è stato un collegio elettorale uninominale della Repubblica Italiana per l'elezione del Senato tra il 2017 ed il 2022.

## Territorio
Come previsto dalla legge elettorale italiana del 2017, il collegio era stato definito tramite decreto legislativo all'interno della circoscrizione Lombardia.
Era formato dal territorio di 70 comuni: Albiolo, Appiano Gentile, Beregazzo con Figliaro, Binago, Bizzarone, Blevio, Bregnano, Brunate, Bulgarograsso, Busto Arsizio, Cadorago, Cagno, Carate Urio, Carbonate, Cardano al Campo, Caronno Pertusella, Cassina Rizzardi, Castellanza, Castelnuovo Bozzente, Cernobbio, Cirimido, Cislago, Colverde, Como, Fagnano Olona, Faloppio, Fenegrò, Ferno, Fino Mornasco, Gerenzano, Gorla Maggiore, Gorla Minore, Grandate, Guanzate, Laglio, Limido Comasco, Lipomo, Locate Varesino, Lomazzo, Lonate Pozzolo, Luisago, Lurago Marinone, Lurate Caccivio, Marnate, Maslianico, Moltrasio, Montano Lucino, Mozzate, Olgiate Comasco, Olgiate Olona, Oltrona di San Mamette, Origgio, Rodero, Ronago, Rovellasca, Rovello Porro, Samarate, San Fermo della Battaglia, Saronno, Solbiate, Solbiate Olona, Somma Lombardo, Torno, Turate, Uboldo, Uggiate-Trevano, Valmorea, Veniano, Villa Guardia, Vizzola Ticino.
Il collegio era parte del collegio plurinominale Lombardia - 03.

## Eletti
| Elezione | Elezione | Senatore      | Partito |
| -------- | -------- | ------------- | ------- |
|          | 2018     | Erica Rivolta | Lega    |

## Dati elettorali

### XVIII legislatura
Come previsto dalla legge elettorale, 116 senatori erano eletti con sistema a maggioranza relativa in altrettanti collegi uninominali a turno unico.
| Candidati              | Candidati               | Voti    | %     | Liste                           | Voti    | %     |
| ---------------------- | ----------------------- | ------- | ----- | ------------------------------- | ------- | ----- |
|                        | Erica Rivolta ✔️ Eletto | 158 463 | 48,50 | Lega                            | 90 365  | 27,66 |
| Forza Italia           | Erica Rivolta ✔️ Eletto | 158 463 | 48,50 | 50 443                          | 15,44   |       |
| Fratelli d'Italia      | Erica Rivolta ✔️ Eletto | 158 463 | 48,50 | 14 764                          | 4,52    |       |
| Noi con l'Italia - UDC | Erica Rivolta ✔️ Eletto | 158 463 | 48,50 | 2 891                           | 0,88    |       |
|                        | Paola Macchi            | 75 729  | 23,18 | Movimento 5 Stelle              | 75 729  | 23,18 |
|                        | Vincenzo Camporini      | 74 724  | 22,87 | Partito Democratico             | 62 857  | 19,24 |
| +Europa                | Vincenzo Camporini      | 74 724  | 22,87 | 9 196                           | 2,81    |       |
| Italia Europa Insieme  | Vincenzo Camporini      | 74 724  | 22,87 | 1 498                           | 0,46    |       |
| Civica Popolare        | Vincenzo Camporini      | 74 724  | 22,87 | 1 173                           | 0,36    |       |
|                        | Giuseppe Nigro          | 7 406   | 2,27  | Liberi e Uguali                 | 7 406   | 2,27  |
|                        | Michela Selva           | 3 213   | 0,98  | CasaPound                       | 3 213   | 0,98  |
|                        | Gabriella D'Amato       | 2 546   | 0,78  | Il Popolo della Famiglia        | 2 546   | 0,78  |
|                        | Carmen Totaro           | 2 092   | 0,64  | Italia agli Italiani            | 2 092   | 0,64  |
|                        | Cosimo Cerardi          | 1 879   | 0,58  | Potere al Popolo!               | 1 879   | 0,58  |
|                        | Rosaria Maria Serra     | 658     | 0,20  | Per una Sinistra Rivoluzionaria | 658     | 0,20  |
| Totale                 | Totale                  | 326 710 | 100   |                                 | 326 710 | 100   |
|                        |                         |         |       |                                 |         |       |
| Voti non validi        | Voti non validi         | 9 730   | 2,89  |                                 |         |       |
| Votanti                | Votanti                 | 336 440 | 76,15 |                                 |         |       |
| Elettori               | Elettori                | 441 834 |       |                                 |         |       |